# 南方諸島

南方諸島と周辺の島々。黒字は小笠原諸島。

南方諸島（なんぽうしょとう）は、ある地域から見て南側にある諸島を表す名称。

## 日本列島の南方に位置する諸島
日本列島の南方に位置する諸島としては以下のものがあるが、このうちのどの範囲を「南方諸島」と呼ぶかについては、種々の用法がある。
- 伊豆諸島
- 小笠原諸島
  - 小笠原群島 - 聟島列島、父島列島、母島列島
  - 火山列島 - 硫黄島、北硫黄島、南硫黄島、西之島
  - 沖ノ鳥島
  - 南鳥島

なお、海上保安庁海洋情報部と国土地理院は「地名等の統一に関する連絡協議会」を設けて地名の統一について協議しているが、「南方諸島」という地名については合意されておらず、国土地理院は「南方諸島」という名称を使用していない。

### 法令の用法
- 小笠原諸島のうちの小笠原群島及び火山列島のみを指す。

以下の法令（条約、法律）等で用いられている。
- 南方諸島及びその他の諸島に関する日本国とアメリカ合衆国との間の協定（小笠原返還協定） 第1条2[2]
- 日本国との平和条約」（サンフランシスコ平和条約） 第3条[3]
- 南方連絡事務局設置法 第1条第2号[4]
- 小笠原諸島振興開発特別措置法 第4条第1項[5]

以上の法令では、「孀婦岩の南の南方諸島」と記載されており、「南方諸島」が伊豆諸島の最南端にある孀婦岩よりも南の範囲を指すことを明示している。また、沖ノ鳥島及び南鳥島を別に記載している（小笠原返還協定においては「その他の諸島」が沖ノ鳥島及び南鳥島を指す）ことから、これらの島嶼が南方諸島に含まれないことも明白である。なお、これらの法令では「小笠原群島、西之島及び火山列島」のように記載して火山列島と西之島とを別に扱っているが、海上保安庁海洋情報部と国土地理院との合意によれば、西之島は火山列島に含まれる。

### 海上保安庁海洋情報部の用法
- 伊豆諸島及び小笠原諸島の全部を指す[1]。

「東京都島嶼部」と同じ範囲を指す。

### その他の用法
- 小笠原諸島及び琉球諸島  の全部を指す。

1962年に、吉田嗣延が当時アメリカ合衆国の占領下にあった両諸島の地誌『南方諸島』を時事通信社より刊行している。